# Tianeti (plaats)
Tianeti (Georgisch: თიანეთი) is een 'nederzetting met stedelijk karakter' in het oosten van Georgië met 3.436 inwoners (2024), gelegen in de regio Mtscheta-Mtianeti. Tianeti is het bestuurlijk centrum van de gelijknamige gemeente  en ligt hemelsbreed ongeveer 50 kilometer ten noorden van hoofdstad Tbilisi. De plaats is gesitueerd bij de samenvloeiing van de rivieren Iori en Satsjoere op 1120 meter boven zeeniveau.

## Geschiedenis
Tianeti lag in de middeleeuwen in de historische regio Ertso-Tianeti dat onderdeel was van Kachetië. Onder de Russische overheersing vanaf 1801 kreeg Tianeti (toen Tioneti genoemd) een nieuwe impuls als bestuurscentrum van het Toesjino-Psjavo-Chevsoerski Okroeg dat in 1843 werd opgericht, wat vanaf 1846 onderdeel was van het Gouvernement Tiflis. 
De nederzetting werd weliswaar een bestuurscentrum, maar prins Tsjolokasjvili, hoofd van het okroeg Toesjino-Psjavo-Chevsoerski voor de Russische onderkoning voor de Kaukasus Michail Vorontsov, bleef in deze periode tot zijn dood in 1847 residentie houden in Matani (Kacheti) dat ook bij het okroeg hoorde. Daar werd een veldkantoor ingericht voor het bestuur.
De klerk van de prins en zijn latere interim-opvolger Arnold Zisserman koos voor residentie bij het officiële districtskantoor in Tianeti. In 1859 werd het okroeg hernoemd in het Tianeti Okroeg, dat in 1874 vervolgens werd hervormd in een Oejezd met dezelfde naam.
Tianeti was het bestuurscentrum van opeenvolgende bestuurlijke eenheden. In 1960 werd Tianeti gepromoveerd naar een nederzetting met stedelijk karakter (დაბა, daba). Met de industrialisering onder de Sovjet-Unie kwamen er in Tianeti onder andere parket-, kaas-, boter- en limonadefabrieken.

## Demografie
Per 1 januari 2024 had Tianeti 3.436 inwoners, een groei van 39% ten opzichte van de volkstelling van 2014. Het daba bestond in 2014 vrijwel geheel uit etnisch Georgiërs, met letterlijk slechts enkele Russen en Oekraïners.
| Aantal …                                                               | 1.089 | 1.381 | 1.908 | 2.319 | 3.546 | 4.105 | 4.266 | 3.598 | 2.479 | 3.084 | 3.436 |
| Verantwoording data: Bevolkingsstatistiek Georgië 1923, 1939 tot heden |       |       |       |       |       |       |       |       |       |       |       |

## Vervoer
Tianeti ligt op de kruising van verschillende belangrijke nationaal-regionale wegen. De belangrijkste is de nationale route Sh30 vanaf de Tbilisi Bypass S9, een weg van 60 kilometer over de Sagoeramo en Sabadoeri bergruggen en het Kartligebergte. De Sh27 verbindt Tianeti in westelijke richting met Zjinvali en de Georgische Militaire Weg (S3) naar Rusland. Tianeti is ook verbonden met het oostelijk gelegen Kacheti via de Sh43 naar Achmeta en de Alazani-vallei.

## Geboren
- Besik Charanaoeli (1939), Georgisch schrijver en dichter. Genomineerd voor de Nobelprijs voor Literatuur 2011 en 2015.[13]